# W roli mamy
W roli mamy (ang. Instant Mom, 2013-2015) – amerykański serial komediowy stworzony przez Jessicę Butler i Warrena Bella oraz wyprodukowany przez Stockholm Syndrome, Kapital Entertainment i Nickelodeon Productions. Główną rolę w serialu zagrała amerykańska aktorka i modelka Tia Mowry-Hardrict.
Premiera serialu odbyła się w Stanach Zjednoczonych 29 września 2013 na kanałach Nick at Nite i TV Land. W Polsce serial zadebiutował 9 maja 2016 na antenie Comedy Central Family.
Dnia 22 listopada 2013 stacja Nickelodeon ogłosiła, że powstanie drugi sezon serialu liczący 16 odcinków. Dnia 9 września 2014 zostało potwierdzone, że serial otrzymał zamówienie na trzeci sezon liczący 26 odcinków. Dnia 21 października 2015 zostało ogłoszone, że serial W roli mamy zakończy się po trzech sezonach. Ostatni odcinek serialu wyemitowano 19 grudnia 2015.

## Opis fabuły
Akcja serialu rozgrywa się w Filadelfii w stanie Pensylwania i opowiada o perypetiach młodej imprezowiczki oraz blogerki kulinarnej Stephanie Turner-Phillips (Tia Mowry-Hardrict). Kobieta postanawia zmienić swoje życie i wychodzi za starszego mężczyznę Charliego (Michael Boatman), który ma trójkę dzieci – nastoletnią córkę Gabrielle oraz synów Jamesa i Aarona. Stephanie musi dorosnąć do roli bycia macochą.

## Bohaterowie
- Stephanie Turner-Phillips (Tia Mowry-Hardrict) – główna bohaterka serialu, która staje do roli macochy, próbując jednocześnie zatrzymać trochę ze swojego dawnego życia. Jest blogerką kulinarną i młodą imprezowiczką.
- Charlie Phillips (Michael Boatman) – starszy mąż Stephanie, który jest doktorem i ojcem trzech dzieci – Gabrielle, Jamesa i Aarona z pierwszego małżeństwa.
- Maggie Turner (Sheryl Lee Ralph) – mama Stephanie.
- Gabrielle „Gabby” Beatrice Phillips (Sydney Park) – najstarsza z rodzeństwa oraz jedyna córka Stephanie i Charliego. Ma piętnaście lat i podobnie jak wiele innych nastoletnich dziewcząt jest bardzo modna. Jest inteligentną uczennicą.
- James Phillips (Tylen Jacob Williams) – średni z rodzeństwa, brat Gabrielle i Aarona.
- Aaron Phillips (Damarr Calhoun) – najmłodszy z rodzeństwa, brat Gabrielle i Jamesa.

## Odcinki
| Sezon | Odcinki | Oryginalna emisja   | Oryginalna emisja | Oryginalna emisja | Oryginalna emisja | Oryginalna emisja |
| Sezon | Odcinki | Premiera sezonu     | Finał sezonu      | Premiera sezonu   | Finał sezonu      |                   |
| ----- | ------- | ------------------- | ----------------- | ----------------- | ----------------- | ----------------- |
| 1     | 23      | 29 września 2013    | 12 czerwca 2014   | 9 maja 2016       | bd.               |                   |
| 2     | 16      | 2 października 2014 | 3 czerwca 2015    | bd.               | bd.               |                   |
| 3     | 26      | 19 września 2015    | 19 grudnia 2015   | bd.               | bd.               |                   |